# Jerónimo Zurita y Castro

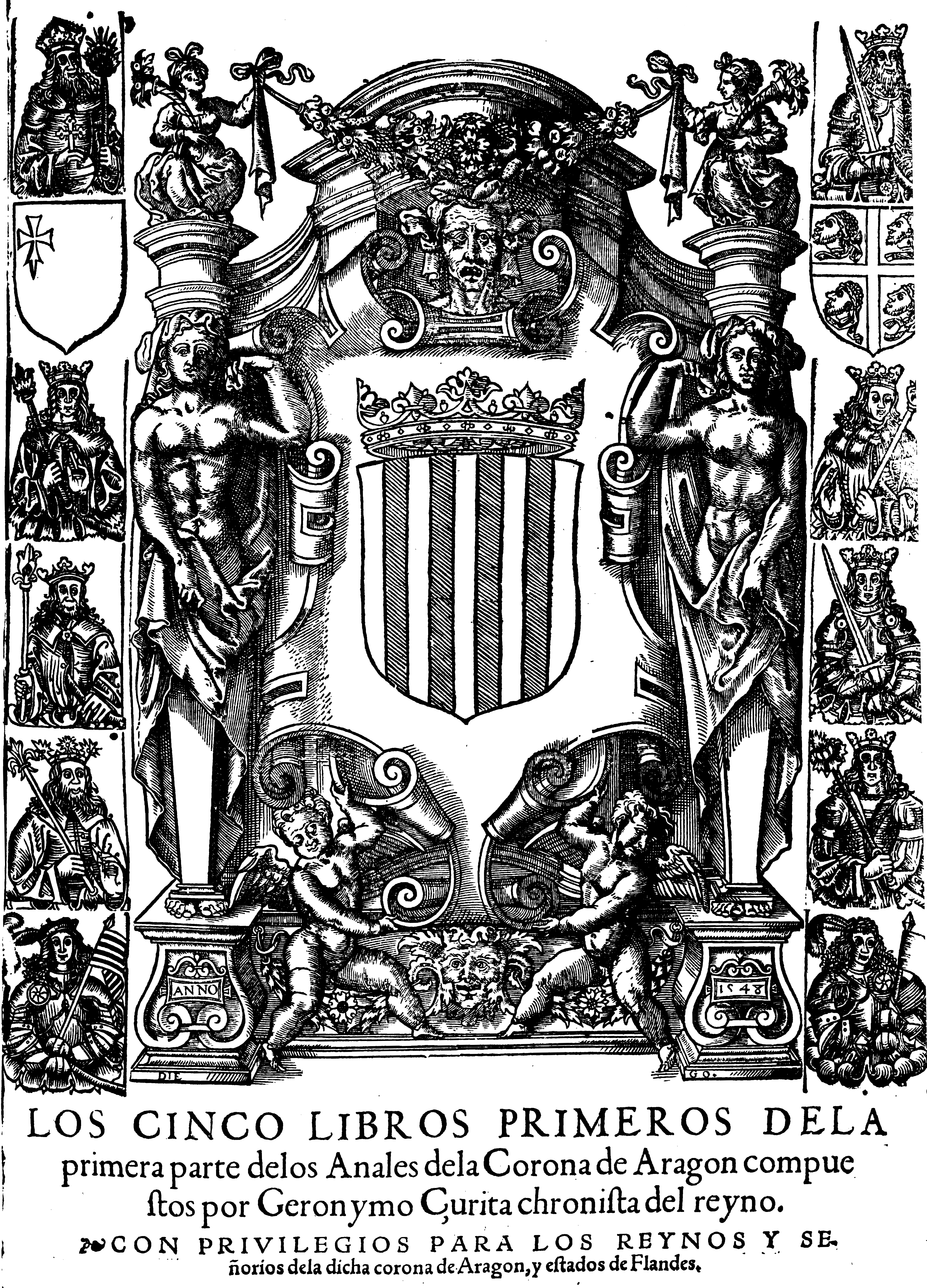
Anales de la Corona de Aragón

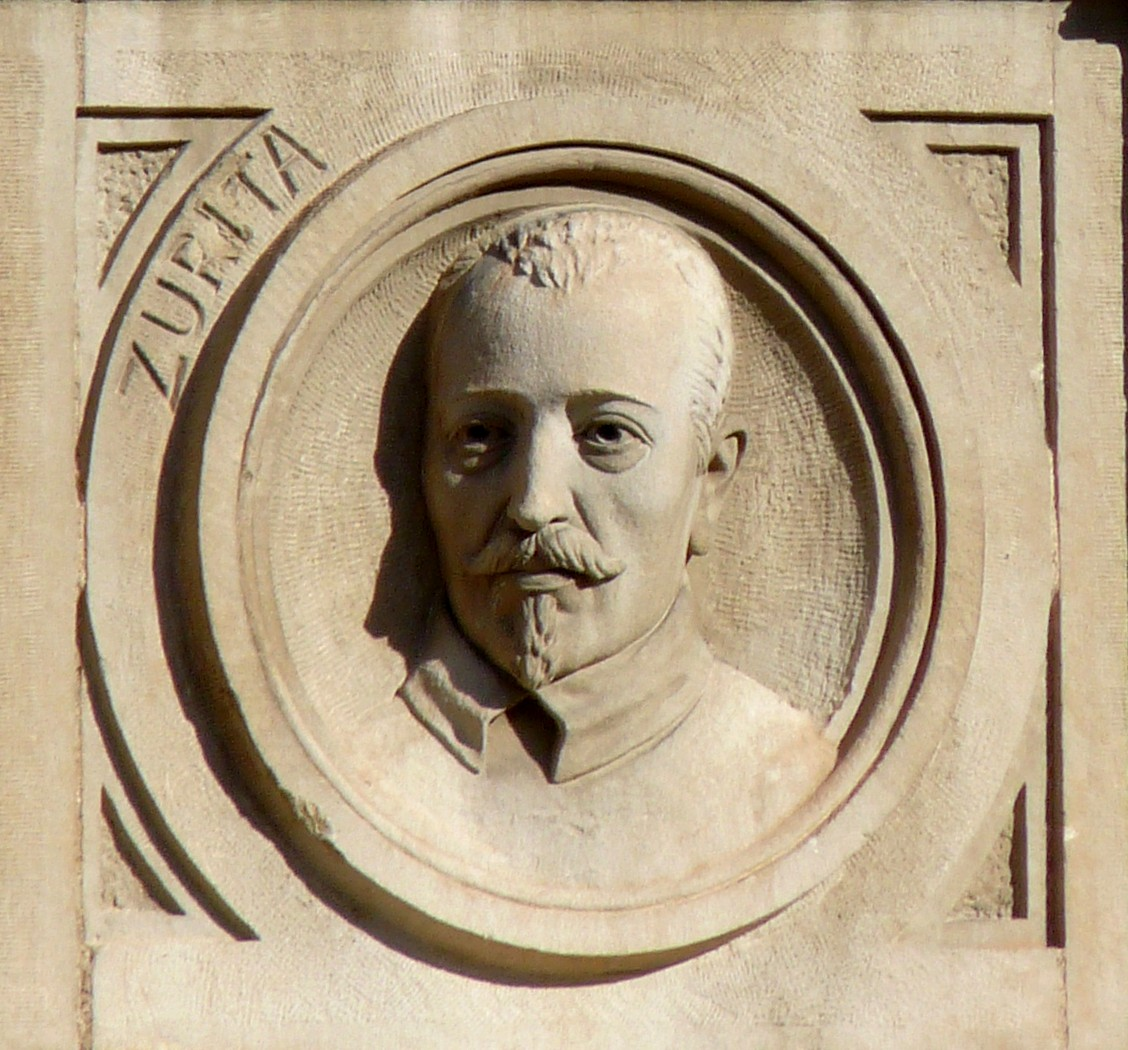
Jerónimo Zurita, płaskorzeźba

Jerónimo Zurita y Castro (ur. 4 grudnia 1512 w Saragossie, zm. 3 listopada 1580 tamże) – hiszpański XVI-wieczny historyk i kronikarz pochodzący z Aragonii.

## Życiorys
Urodził się w Saragossie, w Aragonii. Jego ojcem był Miguel de Zurita, lekarz Karola V Habsburga. Studiował w Alcalá de Henares języki klasyczne i retorykę. Jego nauczycielem był hellenista Hernán Núñez de Toledo y Guzmán.
Pod wpływem swojego ojca, w wieku 21 lat, podjął pracę jako urzędnik magistratu w Barbastro. W 1537 roku ożenił się z Juaną Garcia de Oliván, córką Juana Garcii, sekretarza inkwizytora generalnego i arcybiskupa Toledo Jana Tavery. W tym samym roku został asystentem swojego teścia. W 1548 Zurita został mianowany oficjalnym kronikarzem Królestwa Aragonii. W tym samym roku rozpoczął gromadzenie wszelkich informacji związanych z historią królestwa. Posiadając glejt królewski, miał dostęp do wszystkich archiwów i bibliotek Korony. Podróżował po Hiszpanii, Italii i Niderlandach, gdzie zbierał liczne rękopisy i druki.

## Dzieło
Wyniki swojej 30-letniej pracy opublikował w dziele Roczniki Korony Aragonii (Anales de la Corona de Aragón, 1562–1580). Przedstawił w nim w chronologicznej ciągłości historię Aragonii od okresu islamskiego (VIII wiek) do panowania króla Ferdynanda Aragońskiego, który zmarł w 1516. W 1579 ukazała się ponadto Historia de Fernando el Católico, uzupełniająca dzieło o biografię Ferdynanda Aragońskiego.

### Inne prace
Inną ważną pracą Zurity, również związaną z historią Aragonii, było dzieło Indices rerum ab Aragoniae regibus gestarum, wydane w 1578 w Saragossie przez oficynę Domenica Portonariego de Ursinis. Była to kronika królów do okresu panowania Marcina I, do której dołączona została również historia Sycylii autorstwa Gotfryda Malaterry. 
Uzupełnieniem dzieła Zurity i jednocześnie pierwszą szczegółową biografią historyka była wydana w 1680 w Saragossie sto lat po jego śmierci praca Progresos de la Historia en el reino de Aragón, której autorami byli Juan Francisco Andrés de Uztarroz i Diego José Dormer.

## Opinia
Angielski poeta Robert Southey wspomniał Zuritę w liście do Johna Maya z 22 września 1803. O kronikarzu napisał, że jest jego najlepszym hiszpańskim przewodnikiem: Zurita is my best Castilian guide, from the period when Arragon lost its individual existence as a kingdom, and the tyranny of the throne and the priesthood were established.